# Voyria primuloides
Voyria primuloides är en gentianaväxtart som beskrevs av John Gilbert Baker. Voyria primuloides ingår i släktet Voyria och familjen gentianaväxter. Inga underarter finns listade i Catalogue of Life.